# Tegenaria ramblae
Tegenaria ramblae är en spindelart som beskrevs av Jose Antonio Barrientos 1978. Tegenaria ramblae ingår i släktet husspindlar, och familjen trattspindlar. Inga underarter finns listade i Catalogue of Life.